# Meli Derenalagi
Meli Derenalagi (26 november 1998) is een Fijisch rugbyspeler.

## Carrière
Derenalagi won met de ploeg van Fiji tijdens de Olympische Zomerspelen van Tokio de gouden medaille. Derenalagi scoorde twee try’s.

## Erelijst

### Met Fiji
- Olympische Zomerspelen:  2021